# Stephan Müller (Geophysiker)

Stephan Müller (1984)

Stephan Müller, auch Mueller, (* 30. Juli 1930 in Marktredwitz; † 17. Februar 1997 in Zürich) war ein in der Schweiz tätiger deutschstämmiger Geophysiker.

## Leben
Müller machte 1957 sein Diplom als Physiker an der TH Stuttgart und 1959 einen Master-Abschluss in Elektrotechnik an der Columbia University, wo aber auch schon sein Interesse für Geophysik bei Maurice Ewing am Lamont Observatory begann. 1962 wurde er bei Wilhelm Hiller in Stuttgart in Geophysik promoviert (Systemtheoretische Synthese seismischer Ausbreitungsvorgänge mit normaler Dispersion). Die Dissertation entstand in Kontakt mit Ewing und führte um 1960 (gleichzeitig mit Leon Knopoff) zur ersten Bestimmung von Strukturen des oberen Mantels aus seismischen Wellen.
1964 wurde er Professor und Direktor des Instituts für Geophysik an der Universität Karlsruhe, wo er mit Karl Fuchs und Henning Illies die Struktur des Oberrheingrabens erforschte. Mit anderen Wissenschaftlern in Karlsruhe und Stuttgart gründete er das Black Forest Observatory (BFO) und war außerdem für das Seismologische Zentralobservatorium Gräfenberg (SZGRF) zuständig. 1971 wurde er als Nachfolger von Fritz Gassmann (1899–1990) Professor für Geophysik an der ETH Zürich und Leiter des Schweizer Seismologischen Dienstes, in dessen Rahmen er ein Netz von Beobachtungsstellen in der Schweiz einrichtete. Dort baute er neben der Seismik auch andere Bereiche der Geophysik aus und wurde 1977 zusätzlich Professor für Geophysik an der Universität Zürich.
1980 erstellte er mit Gildo Calcagnile und Giuliano Panza eine Karte der Dicke der Lithosphäre und der Geschwindigkeit seismischer Scherwellen in Europa. 1983 initiierte er mit Peter Fricker, Ernst Niggli und Rudolf Trümpy das Schweizer Forschungsprojekt Tiefenstruktur der Schweizer Alpen, dessen Ergebnisse kurz nach seinem Tod 1997 veröffentlicht wurden. 1982 initiierte er mit Trümpy das European Geotraverse Project (EGT) eines seismischen Querschnitts durch Europa von Skandinavien bis Tunesien. Außerdem war er 1981 bis 1991 wissenschaftlicher Leiter des Wegener-Medlas Projekts der Erforschung der Krustenstruktur im Mittelmeerraum und war aktiv in der CREST Gruppe (Continental Rifts - Evolution, Structure, Tectonics).
Müller war 1972 bis 1976 Präsident der European Seismological Commission, 1975 bis 1985 im Leitungsrat des International Seismological Centre, 1978 bis 1980 Präsident der European Geophysical Society und 1987 bis 1991 der International Association of Seismology and Physics of the Earth’s Interior.
Er war Mitglied der Schweizer Akademie der Wissenschaften, Fellow der Royal Astronomical Society, Fellow der American Geophysical Union, Mitglied der Leopoldina, der Academia Europaea und Ehrenmitglied der European Geophysical Society und der Geological Society of London. Er erhielt die Medaille de l’Ordre Grand-Ducal Luxembourgois de la Couronne de Chêne und die Gustav-Steinmann-Medaille der Geologischen Vereinigung.
Er war verheiratet und hatte zwei Söhne.
Die Stephan-Mueller-Medaille der European Geosciences Union (EGU) und davor der European Geophysical Society (EGS) ist ihm zu Ehren benannt und für aussergewöhnliche Leistungen in Tektonik und Geophysik der Lithosphäre verliehen.

## Schriften
- mit Derek Blundell, R. Freeman, Sue Button A continent revealed: the european Geotraverse, Cambridge University Press 1992
- Herausgeber (International Upper Mantle Committee) The Structure of the earth's crust: based on seismic data, Elsevier 1974
- Herausgeber mit Mereau, Fountain: Properties of the earths lower crust, International Union of Geodesy and Geophysics, American Geophysical Union 1989